# Urost
Urost [yʁɔst] est une commune française située dans le département des Pyrénées-Atlantiques, en région Nouvelle-Aquitaine.
Le gentilé est Urostois.

## Géographie

### Localisation
La commune d'Urost se trouve dans le département des Pyrénées-Atlantiques, en région Nouvelle-Aquitaine et est frontalière avec l'Espagne (Communauté forale de Navarre).
Elle se situe à 23 km par la route de Pau, préfecture du département, et à 13 km de Morlaàs, bureau centralisateur du canton du Pays de Morlaàs et du Montanérès dont dépend la commune depuis 2015 pour les élections départementales.
La commune fait en outre partie du bassin de vie de Pau.
Les communes les plus proches sont : 
Lombia (1,5 km), Sedzère (2,1 km), Sedze-Maubecq (2,4 km), Lespourcy (2,4 km), Arrien (3,2 km), Saubole (3,4 km), Espéchède (3,7 km), Bédeille (4,0 km).
Sur le plan historique et culturel, Urost fait partie de la province du Béarn, qui fut également un État et qui présente une unité historique et culturelle à laquelle s’oppose une diversité frappante de paysages au relief tourmenté.

### Communes limitrophes
Les communes limitrophes sont  Lespourcy, Lombia et Sedzère.
|         | Lespourcy |        |
| Sedzère | Urost     |        |
|         |           | Lombia |

### Hydrographie

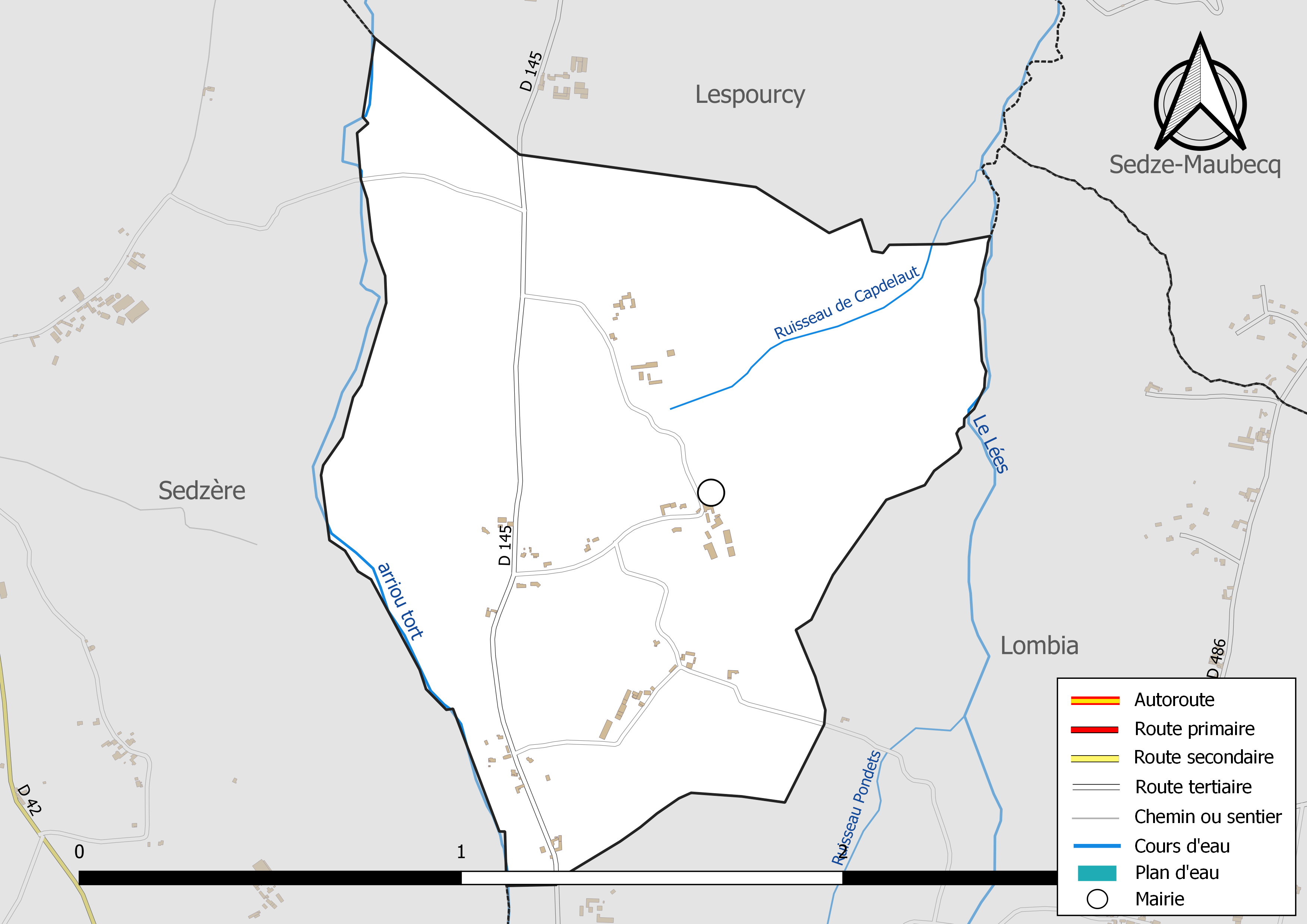
Réseaux hydrographique et routier d'Urost.

La commune est drainée par le Lées, le ruisseau de Capdelaut et par deux petits cours d'eau, constituant un réseau hydrographique de 2 km de longueur totale,.

### Climat
Pour des articles plus généraux, voir Climat de la Nouvelle-Aquitaine et Climat des Pyrénées-Atlantiques.
Historiquement, la commune est exposée à un climat de montagne.  
En 2020, Météo-France publie une typologie des climats de la France métropolitaine dans laquelle la commune est toujours exposée à un climat de montagne et est dans la région climatique Pyrénées atlantiques, caractérisée par une pluviométrie élevée (>1 200 mm/an) en toutes saisons, des hivers très doux (7,5 °C en plaine) et des vents faibles.
Pour la période 1971-2000, la température annuelle moyenne est de 12,4 °C, avec une amplitude thermique annuelle de 14,4 °C. Le cumul annuel moyen de précipitations est de 1 143 mm, avec 10,9 jours de précipitations en janvier et 8,7 jours en juillet. Pour la période 1991-2020, la température moyenne annuelle observée sur la station météorologique la plus proche, située sur la commune de Ger à 12 km à vol d'oiseau, est de 12,4 °C et le cumul annuel moyen de précipitations est de 1 344,5 mm,. Pour l'avenir, les paramètres climatiques de la commune estimés pour 2050 selon différents scénarios d'émission de gaz à effet de serre sont consultables sur un site dédié publié par Météo-France en novembre 2022.

### Milieux naturels et biodiversité
Aucun espace naturel présentant un intérêt patrimonial n'est recensé sur la commune dans l'inventaire national du patrimoine naturel,,.

## Urbanisme

### Typologie
Au 1er janvier 2024, Urost est catégorisée commune rurale à habitat dispersé, selon la nouvelle grille communale de densité à sept niveaux définie par l'Insee en 2022.
Elle est située hors unité urbaine. Par ailleurs la commune fait partie de l'aire d'attraction de Pau, dont elle est une commune de la couronne,. Cette aire, qui regroupe 227 communes, est catégorisée dans les aires de 200 000 à moins de 700 000 habitants,.

### Occupation des sols

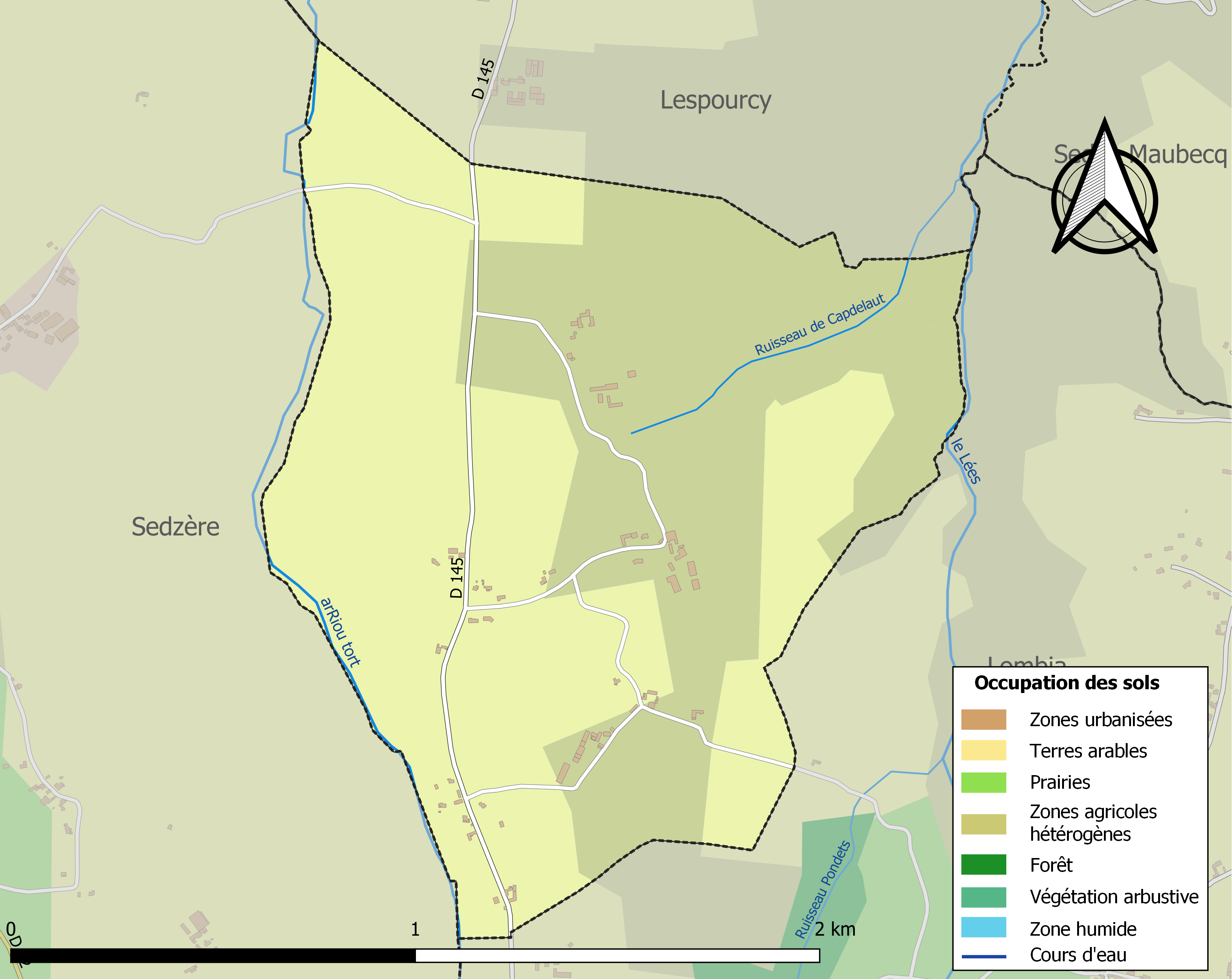
Carte des infrastructures et de l'occupation des sols de la commune en 2018 (CLC).

L'occupation des sols de la commune, telle qu'elle ressort de la base de données européenne d’occupation biophysique des sols Corine Land Cover (CLC), est marquée par l'importance des territoires agricoles (100 % en 2018), une proportion identique à celle de 1990 (100 %). La répartition détaillée en 2018 est la suivante : 
terres arables (56,4 %), zones agricoles hétérogènes (43,6 %). L'évolution de l’occupation des sols de la commune et de ses infrastructures peut être observée sur les différentes représentations cartographiques du territoire : la carte de Cassini (XVIIIe siècle), la carte d'état-major (1820-1866) et les cartes ou photos aériennes de l'IGN pour la période actuelle (1950 à aujourd'hui).

### Lieux-dits et hameaux
- Pédebéarn.

### Voies de communication et transports
La commune est desservie par la route départementale 145.

### Risques majeurs
Le territoire de la commune d'Urost est vulnérable à différents aléas naturels : météorologiques (tempête, orage, neige, grand froid, canicule ou sécheresse), inondations et séisme (sismicité modérée). Un site publié par le BRGM permet d'évaluer simplement et rapidement les risques d'un bien localisé soit par son adresse soit par le numéro de sa parcelle.
Certaines parties du territoire communal sont susceptibles d’être affectées par le risque d’inondation par une crue à  débordement lent de cours d'eau. La commune a été reconnue en état de catastrophe naturelle au titre des dommages causés par les inondations et coulées de boue survenues en 1982, 1993 et 2009,.

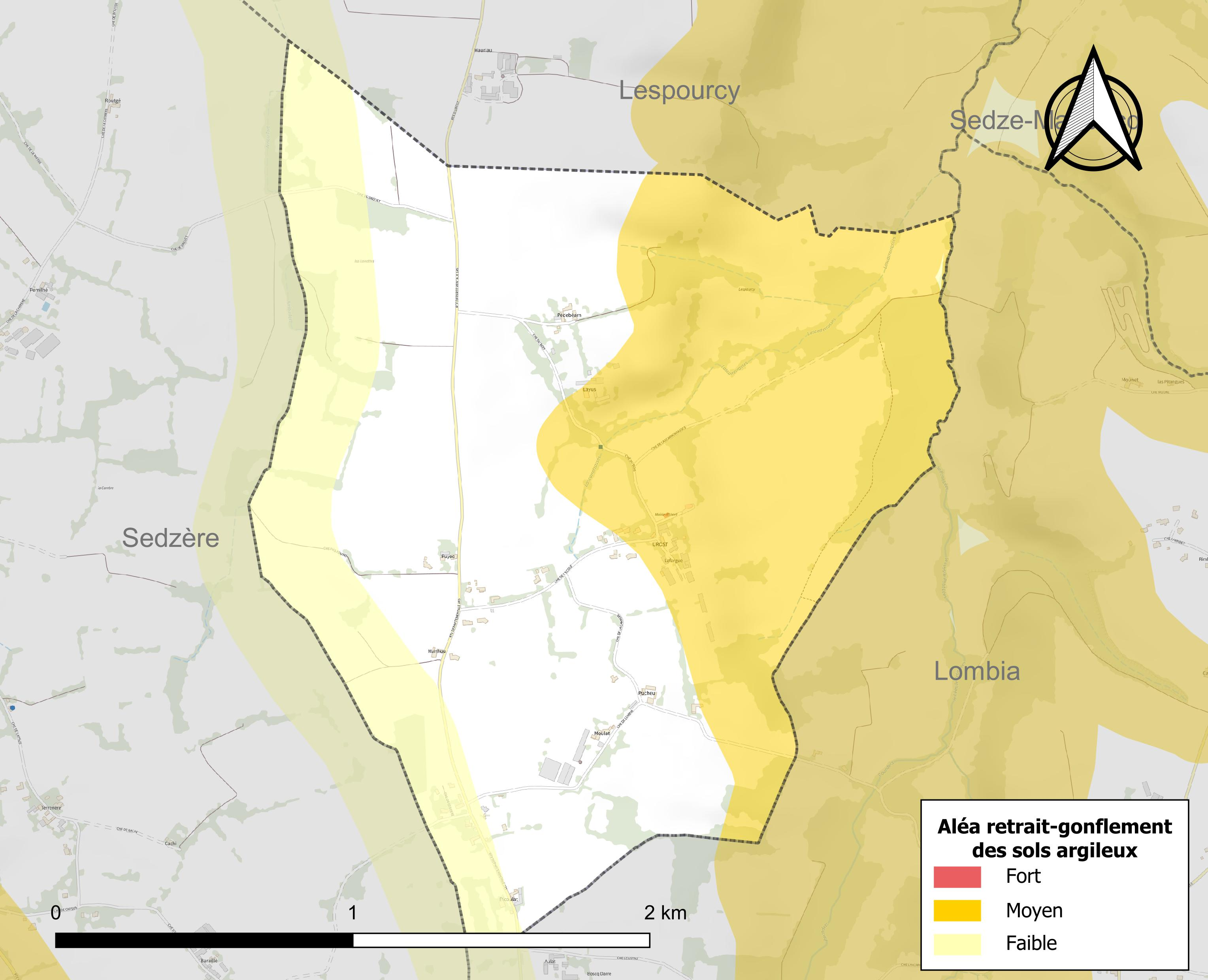
Carte des zones d'aléa retrait-gonflement des sols argileux d'Urost.

Le retrait-gonflement des sols argileux est susceptible d'engendrer des dommages importants aux bâtiments en cas d’alternance de périodes de sécheresse et de pluie. 37,1 % de la superficie communale est en aléa moyen ou fort (59 % au niveau départemental et 48,5 % au niveau national). Depuis le 1er octobre 2020, en application de la loi ELAN, différentes contraintes s'imposent aux vendeurs, maîtres d'ouvrages ou constructeurs de biens situés dans une zone classée en aléa moyen ou fort,.

## Toponymie
Le toponyme Urost est mentionné en 1385 (censier de Béarn).
Du gaulois Urus « Aurochs », accompagnée du suffixe aquitain –ost.
Du béarnais ur-o « bonne eau, eau salubre ».[réf. nécessaire]

## Histoire
Paul Raymond note qu'en 1385, Urost comptait quatre feux et dépendait du bailliage de Pau.

## Politique et administration

### Liste des maires
| Période                                  | Période      | Identité          | Étiquette | Qualité |
| ---------------------------------------- | ------------ | ----------------- | --------- | ------- |
| Les données manquantes sont à compléter. |              |                   |           |         |
|                                          |              |                   |           |         |
| 1995                                     | mars 2014    | François Puyoulet |           |         |
| mars 2014                                | juillet 2020 | Sylvette Nogues   |           |         |
| juillet 2020                             | En cours     | Fabien Romand     |           |         |

### Intercommunalité
Urost fait partie de trois structures intercommunales :
- la communauté de communes du Nord-Est Béarn ;
- le syndicat d'énergie des Pyrénées-Atlantiques ;
- le syndicat intercommunal d'alimentation en eau potable Luy - Gabas - Lées.

## Population et société

### Démographie
L'évolution du nombre d'habitants est connue à travers les recensements de la population effectués dans la commune depuis 1793. Pour les communes de moins de 10 000 habitants, une enquête de recensement portant sur toute la population est réalisée tous les cinq ans, les populations de référence des années intermédiaires étant quant à elles estimées par interpolation ou extrapolation. Pour la commune, le premier recensement exhaustif entrant dans le cadre du nouveau dispositif a été réalisé en 2008.

En 2022, la commune comptait 77 habitants, en stagnation par rapport à 2016 (Pyrénées-Atlantiques : +3,78 %, France hors Mayotte : +2,11 %).
| 1793 | 1800 | 1821 | 1831 | 1836 | 1841 | 1846 | 1851 | 1856 |
| ---- | ---- | ---- | ---- | ---- | ---- | ---- | ---- | ---- |
| 54   | 72   | 79   | 101  | 78   | 106  | 105  | 102  | 100  |

| 1861 | 1866 | 1872 | 1876 | 1881 | 1886 | 1891 | 1896 | 1901 |
| ---- | ---- | ---- | ---- | ---- | ---- | ---- | ---- | ---- |
| 98   | 103  | 94   | 85   | 110  | 101  | 99   | 103  | 85   |

| 1906 | 1911 | 1921 | 1926 | 1931 | 1936 | 1946 | 1954 | 1962 |
| ---- | ---- | ---- | ---- | ---- | ---- | ---- | ---- | ---- |
| 88   | 81   | 77   | 69   | 70   | 68   | 52   | 51   | 42   |

| 1968 | 1975 | 1982 | 1990 | 1999 | 2006 | 2008 | 2013 | 2018 |
| ---- | ---- | ---- | ---- | ---- | ---- | ---- | ---- | ---- |
| 37   | 34   | 36   | 61   | 60   | 59   | 59   | 76   | 76   |

| 2022 | - | - | - | - | - | - | - | - |
| ---- | - | - | - | - | - | - | - | - |
| 77   | - | - | - | - | - | - | - | - |

Urost fait partie de l'aire d'attraction de Pau.

## Culture locale et patrimoine

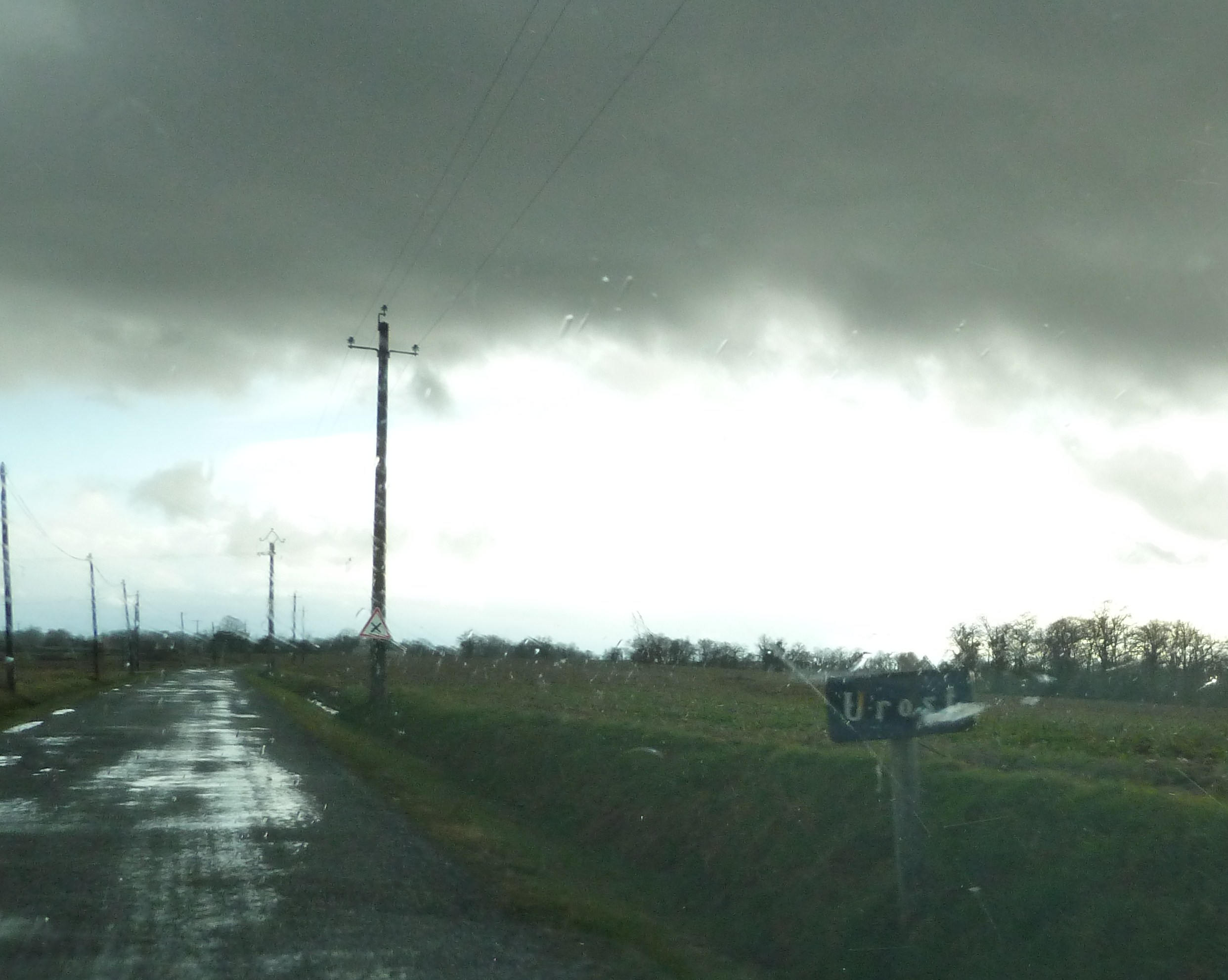
Entrée dans Urost.

### Patrimoine civil
Urost présente un ensemble de demeures et de fermes des XVIIIe et XIXe siècles.

### Patrimoine religieux
L'église Saint-Jean-Baptiste date partiellement du XIIe siècle. Elle recèle du mobilier, des objets, des statues et un tableau référencés à l'inventaire général du patrimoine culturel.